# 雲中君

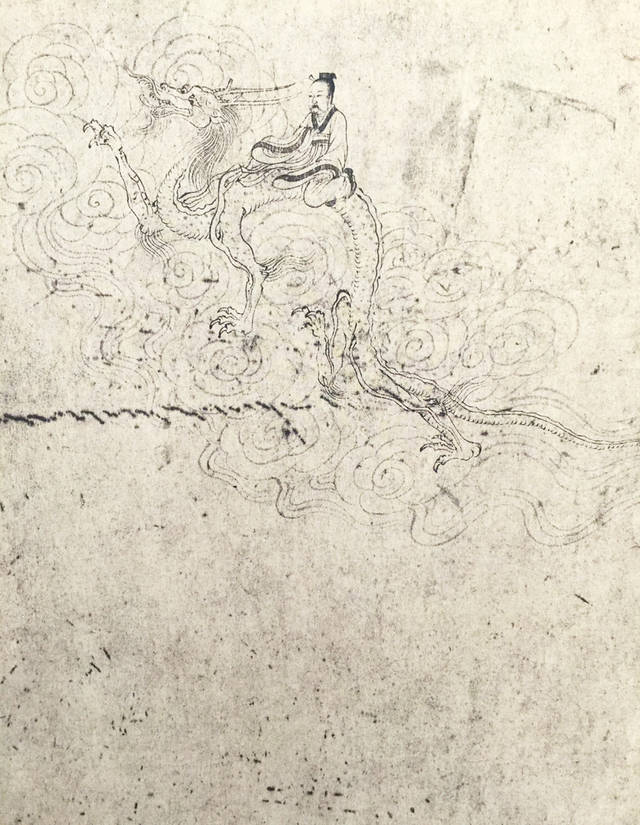
雲中君が龍を御し天翔ける姿を描く

雲中君（うんちゅうくん）は、中国・楚の祭祀詩『楚辞』「九歌」に登場する雲や気象を司る神格。その神格の解釈を巡っては雲神説・月神説・雷神説などが存在し、日本では主に中国古代文学研究の文脈で論じられる。性別についても東君との対比から女神説が提起されるが、楚辞本文中の「君」の用法から男性神とする見方が通説である。

## 神格の特性

### 司掌領域の学説
- 雲神説：王夫之『楚辞補注』に基づく伝統的解釈で「雲を運び雨を降らす神」と解する[1]。
- 月神説：蘇雪林が『九歌と神話』で提唱し、東君（太陽神）との対概念として解釈。
- 雷神説：聞一多の『神話与詩』で雲と雷の密接性を根拠に主張[2]。
- 愛神説：現代中国の褚斌杰が『楚辞要論』で雲の広がる様を男女の情愛に比喩する解釈を提示。

## 九歌本文の分析
『九歌』「雲中君」篇は巫女と神の対話形式で構成され、以下の特徴が指摘される：
- 空間表現：「猋遠挙兮雲中」の急速な昇降描写が雲の動態を象徴[3]
- 光の意象：「爛昭昭兮未央」「与日月兮斉光」に雲の輝きを神格化する表現
- 両義性：神の降臨と疾走する去り際の対比が人間の切望と神の超越性を表す[3]

## 信仰の変遷
| 時代     | 解釈の特徴                           | 典拠                 |
| -------- | ------------------------------------ | -------------------- |
| 漢代     | 雲師として雨乞い儀礼と結合           | 『周礼』大宗伯       |
| 六朝     | 泰山府君信仰と習合し冥界神化         | 『捜神記』巻五       |
| 江戸時代 | 林羅山が『本朝神社考』で雷神説を紹介 | 『羅山文集』巻三十一 |
| 現代     | 気象学的解釈と文学象徴論の並立       | 褚斌傑『楚辞要論』   |

## 日本における受容
- 中世：五山文学の漢詩に「雲中君」の語が転用例あり（『蕉堅藁』所収）
- 近世：皆川淇園『九歌繹解』が「雲気の神」説を提唱[4]
- 近代：折口信夫『古代研究』でニギハヤヒ神話との比較を試みる
- 現代：田所義行『九歌の研究』が祭祀的機能を実証分析[5]